# Diopsiulus nimbanus
Diopsiulus nimbanus är en mångfotingart som beskrevs av Demange och Jean-Paul Mauriès 1975. Diopsiulus nimbanus ingår i släktet Diopsiulus och familjen Stemmiulidae. Utöver nominatformen finns också underarten D. n. altipratensis.